# Болгария на летних Олимпийских играх 1968
Болгария принимала участие в Летних Олимпийских играх 1968 года в Мехико (Мексика) в девятый раз за свою историю и завоевала две золотые, четыре бронзовые и три серебряные медали. Сборную страны представляли 112 спортсменов, в том числе 10 женщин.

## Медалисты
| Медаль  | Спортсмен | Вид спорта | Дисциплина                              |
| ------- | --- | ---------- | --------------------------------------- |
| Золото  | Петр Киров | Борьба     | Мужчины, греко-римская борьба, до 52 кг |
| Золото  | Боян Радев | Борьба     | Мужчины, греко-римская борьба, до 97 кг |
| Серебро | Енё Тодоров | Борьба     | Мужчины, вольная борьба, до 63 кг       |
| Серебро | Енё Вылчев | Борьба     | Мужчины, вольная борьба, до 70 кг       |
| Серебро | Осман Дуралиев | Борьба     | Мужчины, вольная борьба, свыше 97 кг    |
| Серебро | Стоян Йорданов Атанас Геров Георгий Христакиев Милко Гайдарский Кирил Ивков Ивайло Георгиев Цветан Димитров Евгений Янчовски Петр Жеков Атанас Михайлов Аспарух Никодимов Кирил Христов Георгий Цветков Тодор Николов Янко Димитров Иван Зафиров Михаил Гионин Георгий Василев | Футбол     | Мужчины                                 |
| Бронза  | Иван Михайлов | Бокс       | Мужчины, до 57 кг                       |
| Бронза  | Георгий Станков | Бокс       | Мужчины, до 81 кг                       |
| Бронза  | Продан Гарджев | Борьба     | Мужчины, вольная борьба, до 87 кг       |